# Contributions sociales sur les revenus du capital
Les « contributions sociales sur les revenus du capital », appelées également « prélèvements sociaux » sont, en France, un ensemble de cotisations obligatoires auxquelles sont soumis les revenus du patrimoine et de placement. Elles sont appliquées en particulier en matière de fiscalité sur les placements tels que l'assurance-vie ou les valeurs mobilières.
Bien que ces contributions servent à financer la Sécurité sociale, elles ont le caractère d’un impôt et non pas d’une cotisation sociale.

## Composition
Les prélèvements sociaux sont un agrégat constitué de la somme de la CSG, de la CRDS, du Prélèvement social, Contribution additionnelle au prélèvement social (CAPS) et du Prélèvement de solidarité (RSA).
Depuis le 1er janvier 2019, un prélèvement de solidarité sur les revenus du patrimoine et les produits de placement, avec un taux de 7,50%, remplace les contributions complémentaires à la CSG et la CRDS (Prélèvement social, Contribution additionnelle au prélèvement social et Prélèvement de solidarité pour le RSA). Comme pour la CSG et la CRDS, le produit du prélèvement est affecté au budget de l'Etat et non pas à celui de la sécurité sociale.

## Historique
| Cotisations sociales sur les revenus du patrimoine ou de placement                   | 1991 | 1996 | 1997 | 1998  | 2004  | 2005  | 2009  | 2010  | 2011  | 2013  | 2018  | 2019  |
| ------------------------------------------------------------------------------------ | ---- | ---- | ---- | ----- | ----- | ----- | ----- | ----- | ----- | ----- | ----- | ----- |
| CSG                                                                                  | 1,1% | 2,4% | 3,4% | 7,5%  | 7,5%  | 8,2%  | 8,2%  | 8,2%  | 8,2%  | 8,2%  | 9,9%  | 9,2%  |
| CRDS                                                                                 | —    | 0,5% | 0,5% | 0,5%  | 0,5%  | 0,5%  | 0,5%  | 0,5%  | 0,5%  | 0,5%  | 0,5%  | 0,5%  |
| Prélèvement social                                                                   | —    | —    | —    | 2,0%  | 2,0%  | 2,0%  | 2,0%  | 2,2%  | 3,4%  | 4,5%  | 4,5%  | -     |
| CAPS                                                                                 | —    | —    | —    | —     | 0,3%  | 0,3%  | 0,3%  | 0,3%  | 0,3%  | 0,3%  | 0,3%  | -     |
| Prélèvement de solidarité (RSA)                                                      | —    | —    | —    | —     | —     | —     | 1,1%  | 1,1%  | 1,1%  | 2,0%  | 2,0%  | -     |
| Prélèvement de solidarité sur les revenus du patrimoine et les produits de placement | —    | —    | —    | —     | —     | —     | —     | —     | —     | —     | —     | 7,5%  |
| Total                                                                                | 1,1% | 2,9% | 3,9% | 10,0% | 10,3% | 11,0% | 12,1% | 12,3% | 13,5% | 15,5% | 17,2% | 17,2% |

## Cas de l'assurance vie
Les dispositions législatives figurent à l'Article L136-7 du Code de la sécurité sociale. Pour la participation aux bénéfices sur les fonds euros, le prélèvement social se fait annuellement au moment de l'inscription au contrat d'après le II/3a. Pour un rachat partiel ou total, il faut appliquer le II/3c en cas d’assiette sociale positive et le IIIbis/1 en cas d’assiette négative.
Ainsi, dans le cas général, pour un rachat total, l’assiette des prélèvements sociaux (ou assiette sociale) est égale à PVS = (VR – SP) – (PC – CV), où VR est la valeur de rachat total du contrat, SP est la somme des primes versées, PC est la somme des produits bruts ayant déjà supporté la contribution sociale, et CV est cette contribution déjà versée (compte tenu, le cas échéant, des rachats partiels précédents). On a PVS ≤ PVT, où PVT = VR – SP est la plus-value totale.
Pour un rachat partiel, les formules s’en déduisent à proportion du rapport K « existant entre les primes comprises dans ledit rachat partiel et le montant total des primes versées net des primes comprises, le cas échéant, dans un rachat partiel antérieur ». L'assiette sociale est PVS = K x (VR – SP – (PC – CV)). K s’écrit encore K = VRP / VR, où VRP est la valeur du rachat partiel et VR est la valeur de rachat total.
Si PVS ≥ 0, le montant des prélèvements sociaux est égal à τ x PVS (où τ est le taux des prélèvements sociaux, soit 17.2% en 2024) et si PVS < 0, il y a un remboursement des prélèvements sociaux de - τ x PVS, dans la limite des prélèvements sociaux déjà effectués sur les produits des fonds euros (le remboursement est donc au maximum de K x CV).